# Turska lira
Turska lira, ISO 4217: TL (brojčana oznaka: 949), je službeno sredstvo plaćanja u Turskoj i Turskoj Republici Sjeverni Cipar.
Zbog velike inflacije koja je zahvatila Tursku 1970-ih, a posebice 1990-ih, turska vlast je odlučila zamijeniti staru valutu (lira) novom (nova lira), i to u omjeru 1.000.000:1. Turska nova lira u uporabi je bila od 1. siječnja 2005. godine. Kada je započela inflacija u Turskoj, 1 američki dolar iznosio je 9 turskih lira, a u trenutku zamjene čak 1,350.000 lira. 
Od 1 siječnja 2009., pridjev "nova" izbačen je iz naziva, i ponovo je vraćen naziv "lira". Sve novčanice i kovanice na sebi imaju lik Mustafe Kemala Atatürka, s raznim motivima iz njegova života. 

## Povijest

### Prva turska lira
Nakon razdoblja kada je turska lira bila vezana za britansku funtu i francuski franak, 1946. godine je prihvaćen službeni tečaj od 2,8 turskih lira za 1 američki dolar i takav tečaj je zadržan sve do 1960. godine, kada je turska valuta izgubila na vrijednosti. Novi tečaj 1960-tih godina određen je na 9 turskih lira za jedan dolar. Od 1970-tih godina, došlo je do serije devalvacija turske lire u odnosu na američki dolar:
- 1966. — 1 USD = 9 turskih lira
- 1980. — 1 USD = 90 turskih lira
- 1988. — 1 USD = 1.300 turskih lira
- 1995. — 1 USD = 45.000 turskih lira
- 2001. — 1 USD = 1.650.000 turskih lira
- 2005. — 1 USD = 1,29 nova turska lira (denominacija starih turskih lira u "nove" lire)
- 2010. — 1 USD = 1,55 turskih lira
- 2012. — 1 USD = 1,79 turskih lira

Guinnessova knjiga rekorda je zabilježila tursku liru kao najmanje vrijednu svjetsku valutu 1995. i 1996. godine, te opet od 1999. do 2004. godine. Vrijednost turske lire u tom razdoblju je toliko opala da se za prvobitnu kovanicu u apoenu od jedne zlatne turske lire moglo dobiti 154.400.000 turskih lira prije denominacije 2005. godine.

### Druga (nova) turska lira
Krajem prosinca 2003., Veliko narodno vijeće Turske (Turski parlament) je donijelo zakon kojim je propisana denominacija državne valute tako što će se ukloniti šest nula u iznosima izraženim u turskim lirama, a istim zakonom se propisuje kreiranje nove valute. Ona je uvedena 1. siječnja 2005. godine, čime je zamijenila raniju (staru) tursku liru (koja je i dalje ostala u opticaju do kraja 2005. godine), u omjeru jedna nova turska lira ((ISO 4217 kod "TRY") = 1.000.000 (milijun) starih turskih lira (ISO 4217 kod "TRL")).
Naziv nova turska lira se koristio sve do 31. prosinca 2009. godine, te je od 1. siječnja 2010. godine ime valute vraćeno u turska lira. U posljednjih deset godina, vrijednost turske lire se ustalila u odnosu na američki dolar i euro, premda je od 2011. godine njena vrijednost polako počela opadati.

## Kovanice
Od 1. siječnja 2009. godine, riječ "nova" je uklonjena iz naziva druge turske lire, tako da je njeno službeno ime u Turskoj postalo opet samo "turska lira";, a nove kovanice bez riječi "yeni" (novi) su uvedene u apoenima od 1, 5, 10, 25, 50 kuruşa i jedne lire. Također, legura iz koje su napravljeni prsten i jezgra kovanica od 50 kuruşa i jedne lire je promijenjena. Pored toga, treba imati u vidu da su ove denominacije današnje turske lire za milijun puta manje od starih turskih lira koje su se koristile prije 2005. godine.
| Kovanice turske lire (trenutno u uporabi) Arhivirana inačica izvorne stranice od 25. studenoga 2012. (Wayback Machine) | Kovanice turske lire (trenutno u uporabi) Arhivirana inačica izvorne stranice od 25. studenoga 2012. (Wayback Machine) | Kovanice turske lire (trenutno u uporabi) Arhivirana inačica izvorne stranice od 25. studenoga 2012. (Wayback Machine) | Kovanice turske lire (trenutno u uporabi) Arhivirana inačica izvorne stranice od 25. studenoga 2012. (Wayback Machine) | Kovanice turske lire (trenutno u uporabi) Arhivirana inačica izvorne stranice od 25. studenoga 2012. (Wayback Machine) | Kovanice turske lire (trenutno u uporabi) Arhivirana inačica izvorne stranice od 25. studenoga 2012. (Wayback Machine) | Kovanice turske lire (trenutno u uporabi) Arhivirana inačica izvorne stranice od 25. studenoga 2012. (Wayback Machine) | Kovanice turske lire (trenutno u uporabi) Arhivirana inačica izvorne stranice od 25. studenoga 2012. (Wayback Machine) | Kovanice turske lire (trenutno u uporabi) Arhivirana inačica izvorne stranice od 25. studenoga 2012. (Wayback Machine) | Kovanice turske lire (trenutno u uporabi) Arhivirana inačica izvorne stranice od 25. studenoga 2012. (Wayback Machine) | Kovanice turske lire (trenutno u uporabi) Arhivirana inačica izvorne stranice od 25. studenoga 2012. (Wayback Machine) | Kovanice turske lire (trenutno u uporabi) Arhivirana inačica izvorne stranice od 25. studenoga 2012. (Wayback Machine) | Kovanice turske lire (trenutno u uporabi) Arhivirana inačica izvorne stranice od 25. studenoga 2012. (Wayback Machine) |
| Slika | Slika | Vrijednost (kuruş) | Tehničke karakteristike                                                                                                | Tehničke karakteristike                                                                                                | Tehničke karakteristike                                                                                                | Tehničke karakteristike                                                                                                | Opis | Opis | Opis | Datum | Datum | Datum |
| Lice | Naličje | Vrijednost (kuruş) | Promjer (mm) | Debljina (mm) | Masa (g) | Sastav | Obod | Lice | Naličje | prvog kovanja | izdavanja | |
| --- | --- | --- | --- | --- | --- | --- | --- | --- | --- | --- | --- | --- |
| | | 1 | 16,5 | 1,35 | 2,2 | 70% bakar 30% cink | gladak | Vrijednost, polumjesec i zvijezda, visibaba, godina kovanja                                                            | Natpis "TÜRKİYE CUMHURİYETİ" (Republika Turska) portret Mustafa Kemal Atatürka                                         | 2008 | 1. siječnja 2009. | |
| | | 5 | 17,5 | 1,65 | 2,9 | 65% bakar 18% nikal 17% cink                                                                                           | gladak | Vrijednost, polumjesec i zvijezda, drvo života, godina kovanja                                                         | Natpis "TÜRKİYE CUMHURİYETİ" (Republika Turska) portret Mustafa Kemal Atatürka                                         | 2008 | 1. siječnja 2009. | |
| | | 10 | 18,5 | 1,65 | 3,15 | 65% bakar 18% nikal 17% cink                                                                                           | gladak | Vrijednost, polumjesec i zvijezda, Rumi motiv, godina kovanja                                                          | Natpis "TÜRKİYE CUMHURİYETİ" (Republika Turska) portret Mustafa Kemal Atatürka                                         | 2008 | 1. siječnja 2009. | |
| | | 25 | 20,5 | 1,65 | 4 | 65% bakar 18% nikal 17% cink                                                                                           | nazubljen | Vrijednost, polumjesec i zvijezda, kufska kaligrafija, godina kovanja                                                  | Natpis "TÜRKİYE CUMHURİYETİ" (Republika Turska) portret Mustafa Kemal Atatürka                                         | 2008 | 1. siječnja 2009. | |
| | | 50 | 23,85 | 1,9 | 6,8 | Prsten: 65% bakar 18% nikal 17% cink Jezgra: 79 % bakar 4% nikal 17% cink                                              | nazubljen | Vrijednost, polumjesec i zvijezda, bosporski most i silueta Istanbula, godina kovanja                                  | Natpis "TÜRKİYE CUMHURİYETİ" (Republika Turska) portret Mustafa Kemal Atatürka                                         | 2008 | 1. siječnja 2009. | |
| | | 100 (1 ) | 26,15 | 1,9 | 8,2 | Prsten: 79% bakar 4% nikal 17% cink Jezgra: 65% bakar 18% nikal 17% cink                                               | Slova T.C. i tulipan                                                                                                   | Vrijednost, polumjesec i zvijezda, Rumi motiv, godina kovanja                                                          | Natpis "TÜRKİYE CUMHURİYETİ" (Republika Turska) portret Mustafa Kemal Atatürka                                         | 2008 | 1. siječnja 2009. | |

## Novčanice
Nova serija novčanica, emisija E-9, puštena je u optjecaj 1. siječnja 2009. godine, dok je prethodna emisija E-8 prestala vrijediti 31. prosinca iste godine (iako se i dalje može zamijeniti u Središnjoj banci sve do kraja 2019. godine). Posljednja, deveta emisija novčanica turske lire (E-9) se odnosi na tursku liru gdje nema ranije oznake nova, a serija uključuje i novu novčanicu u apoenu od 200 turskih lira. Nove novčanice imaju različite veličine radi sprječavanja krivotvorenja. Osnovna odlika ove serije je da svaka denominacija ima oslikanu neku poznatu tursku ličnost, za razliku od prethodne serije na kojoj su bile prikazane turske panorame i građevine u Turskoj.
|  |  | 5   | 130 × 64 |  | smeđa      | Mustafa Kemal Atatürk | Aydin Sayili, dijagram sunčevog sustava, atom, prapovijesna pećina i lijevo zavijena spirala DNK.                          | Mustafa Kemal Atatürk, nominalna vrijednost | 1. siječnja 2009. |
|  |  | 10  | 136 × 64 |  | crvena     | Mustafa Kemal Atatürk | Cahit Arf, Arfova invarijanta, aritmetičke serije, abak, binarni brojevni sustav                                           | Mustafa Kemal Atatürk, nominalna vrijednost | 1. siječnja 2009. |
|  |  | 20  | 142 × 68 |  | zelena     | Mustafa Kemal Atatürk | Mimar Kemaleddin, glavna zgrada Gazi univerziteta, akvadukt, kružni motiv i cilindar, krug i kugla kao simboli arhitekture | Mustafa Kemal Atatürk, nominalna vrijednost | 1. siječnja 2009. |
|  |  | 50  | 148 × 68 |  | narančasta | Mustafa Kemal Atatürk | Fatma Aliye Topuz, cvijet i literarne figure                                                                               | Mustafa Kemal Atatürk, nominalna vrijednost | 1. siječnja 2009. |
|  |  | 100 | 154 × 72 |  | plava      | Mustafa Kemal Atatürk | Buhurizade Itri, glazbene note, glazbala i figura mevlevija                                                                | Mustafa Kemal Atatürk, nominalna vrijednost | 1. siječnja 2009. |
|  |  | 200 | 160 × 72 |  | ljubičasta | Mustafa Kemal Atatürk | Yunus Emre, Yunusuov mauzolej, ruža, golub i stih "Sevelim, sevilelim" (voljeti i biti voljen)                             | Mustafa Kemal Atatürk, nominalna vrijednost | 1. siječnja 2009. |

## Simbol valute
Sadašnji znak za tursku liru je kreirala Turska središnja banka 2012. godine. Novi znak je izabran nakon provedenog javnog natječaja između mnogobrojnih prijedloga koje su predložili građani Turske. Novi simbol, kojeg je predložila Tülay Lale, sastoji se od stiliziranog slova L koje ima izgled kao polovica sidra, kombiniranog s dvije kose linije pod kutom od 20 stupnjeva, koje daju slovo T.
Turski premijer Recep Tayyip Erdoğan je predstavio novi simbol valute 1. ožujka 2012. godine. Tom prilikom, premijer je objasnio dizajn simbola kao "oblik sidra koji će svijet spoznati kao sigurnu luku za investicije dok prema gore usmjerene linije predstavljaju rastući prestiž zemlje.
U svibnju 2012. godine, Tehnički komitet za Unicode znakove je prihvatio oznaku za novi simbol za valutu turske lire, koji je označen kao U+20BA, a koji je uključen u Unicode izdanje verzije 6.2 u rujnu 2012. godine.